# Hafellia bahiana
Hafellia bahiana är en lavart som först beskrevs av Malme, och fick sitt nu gällande namn av Sheard. Hafellia bahiana ingår i släktet Hafellia och familjen Physciaceae.   Inga underarter finns listade i Catalogue of Life.